# COG4
COG4‏ (Component of oligomeric golgi complex 4) هوَ بروتين يُشَفر بواسطة جين COG4 في الإنسان.